# Моисеев, Александр Алексеевич (футболист)
Алекса́ндр Алексе́евич Моисе́ев (род. 16 января 1970) — советский и российский футболист, защитник.

## Карьера
Начинал карьеру в 1990 году в «Башсельмаше». В 1992 году защищал цвета «Агталы». В феврале 1993 года пополнил ряды черняховского «Прогресса». Летом того же года подписал контракт с литовским клубом «Таурас-Каршува». В январе 1994 года перешёл в «Панерис», в котором завершил карьеру в 1995 году. В Высшей лиге Литвы провёл 37 матчей.